# Noel (keresztnév)
A Noel francia eredetű férfinév, de adott országokban női név is lehet.
A latin dies natalis kifejezésből ered, amelynek a jelentése születésnap (az Úr születésnapja, karácsony). Eredetileg a karácsonykor született fiúgyerekeknek adták ezt a nevet. Magyarországon a női párja: Noella.

## Gyakorisága
Az 1990-es években szórványos név, a 2000-es években a 48-78. leggyakoribb férfinév.

## Névnapok
- május 13.[3]
- december 25.[3]

## Híres Noelek
- Noel Gallagher, angol zenész, az Oasis gitárosa
- Noël Coward, angol színész, író
- Fülöp Noel, magyar labdarúgó
- Noel Redding, zenész, a The Jimi Hendrix Experience basszusgitárosa